# Rose Mutiso
Rose Mumbe Mutiso, née en 1986, est une militante kényane et une physicienne, spécialiste des matériaux. Après un parcours universitaire, et un travail de recherche scientifique et de conseil aux États-Unis, elle est revenue s’installer au Kenya. Son action militante dans son pays natal  porte notamment sur la place des femmes dans la science, d’une part, et l'amélioration de l'accès à l'énergie en Afrique d’autre part.

## Biographie
Née en 1986 à Nairobi, Rose Mutiso étudie l’ingénierie et les matériaux au Dartmouth College, dans le nord-est des États-Unis, avant de passer son doctorat en science des matériaux à l'université de Pennsylvanie. Sa thèse en physique appliquée porte sur les propriétés des matériaux pour la nanoélectronique. Elle effectue son postdoctorat en tant que boursière scientifique du Congrès, en 2013-2014, auprès de l'American Institute of Physics et du sénateur démocrate Christopher Coons, un expert des questions africaines. Elle cherche sa voie, et s’éloigne progressivement de la recherche scientifique : « Je suis très curieuse de beaucoup de choses, j’aime l’interdisciplinarité, travailler avec des gens. Exercer dans un labo aurait trop restreint mon monde. De plus, j’ai toujours voulu que mon travail apporte quelque chose à l’Afrique, au Kenya, sur des sujets en lien avec la société ». Elle travaille pour Christopher Coons, comme chargée de mission sur l’énergie et l’innovation, et rédige plusieurs propositions de loi promulguées par le président Barack Obama. Mais Donald Trump succède à Barck Obama début 2017. Souhaitent travailler sur le continent africain pour le continent africain, elle revient à Nairobi.
L’action militante de Mutiso porte notamment sur la place des femmes dans la science, d’une part, et l'amélioration de l'accès à l'énergie en Afrique d’autre part : les faiblesses du réseau de production et distribution d’électricité, par exemple, empêche le Kenya de mettre en œuvre des initiatives d'apprentissage à distance, tandis que les professionnels télétravaillant à domicile sont confrontés à de fréquentes interruptions des accès à l'internet. Elle fonde en 2017 l’institut Mawazo. Grâce à cet institut, elle espère former davantage de femmes aux compétences en recherche et en ingénierie nécessaires pour développer le secteur énergétique kenyan,. Elle est désignée également en 2018, pour deux ans, ambassadrice du Next Einstein forum. En 2019, elle devient de plus Directrice de recherche au Energy Growth Hub, un réseau de recherche qui apporte son éclairage aux leaders politiques  autour des questions énergétiques et participe à divers événements. Elle donne également des conférences TED sur les sujets liés à l’énergie. En 2020, elle a été nommée pour le prix Pritzker 2020 du génie environnemental émergent.

## Liens
- Ressource relative à la recherche :   - ResearchGate